# Olla cordobesa
El olla cordobesa (denominado también olla cortijera) es un cocido de garbanzos tradicional de la cocina cordobesa, en España. La denominación alternativa olla cortijera se debe a la popularidad que ha tenido desde ha tiempo en los cortijos situados en la campiña cordobesa. La ejecución es bien sencilla, por ser un cocido de garbanzos al que se le añade un pedazo de tocino de cerdo y pimentón. Se trata de un plato preparado en los meses de invierno. 

## Características
Se suelen emplear garbanzos secos que se ponen a remojo unas horas antes de comenzar el cocido. Se suele elaborar tradicionalemnete en una olla de barro. Entre las verduras más típicas que se emplean en la elboración de este plato se encuentra el repollo, las cebollas, los ajos, etc. El tocino de cerdo empleado se suele añadir en la última cocción, se deja hervir hasta que logra la ternura apropiada. Al servirse suele cortarse en trozos. 